# مود وود بارك
مود وود بارك (بالإنجليزية: Maud Wood Park)‏ هي نسوية ‏ وسفرجات أمريكية، ولدت في 25 يناير 1871 في بوسطن في الولايات المتحدة، وتوفيت في 8 مايو 1955 في ريدينج (ماساتشوستس) في الولايات المتحدة.

## وصلات خارجية
- مود وود بارك على موقع الموسوعة البريطانية (الإنجليزية)